# Olivier Faure (historien)
Pour les articles homonymes, voir Faure et Olivier Faure.
Olivier Faure, né en 1953, est un historien français.
Il est professeur d'histoire contemporaine à l'université Lyon III Jean Moulin.
Spécialiste de l'histoire de la santé et de la protection sociale, il est membre de l'équipe TES (Territoire, environnement santé) du laboratoire de recherche historique Rhône-Alpes (LARHRA). L'équipe est dirigée par Stéphane Frioux.

## Biographie
Olivier Faure passe l'agrégation en 1976, puis enseigne pendant 5 ans dans le secondaire. Il soutient une thèse de 3e cycle en 1980. Attaché puis chargé de recherches au CNRS (Centre Pierre Léon) il prépare et soutient en 1989 une thèse d'État  sur la médicalisation de la société dans la région lyonnaise. Il poursuit ensuite sa carrière universitaire, devenant professeur à l'université Blaise-Pascal de Clermont-Ferrand en 1991, puis à l'université Jean-Moulin de Lyon en 1994. Il est professeur émérite depuis le 1er octobre 2014.

## Publications
- Genèse de l'hôpital moderne, Paris/Lyon, CNRS/Presses universitaires de Lyon, 1982
- Les Français et leur médecine au XIXe siècle, Paris, Belin, 1993
- Histoire sociale de la médecine en France XVIIIe – XXe siècle, Paris, Économica, 1994
- Religion et enfermements (XVIIe XXe siècles), dir. avec Bernard Delpal, Rennes, PUR, 2005, 240 p.
- Les nouvelles pratiques de santé : Acteurs, objets, logiques sociales (XVIIIe – XXe siècles), dir. avec Patrice Bourdelais, Paris, Belin, 2005
- La mutualité de la Loire face aux défis (1880-1980), avec D. Dessertine et D. Nourrisson, Saint-Etienne, Presses universitaires de Saint-Etienne, 2005.
- Les cliniques privées. Deux siècles de succès[6], avec la collaboration de Dominique Dessertine, Presses Universitaires de Rennes, collection « Histoire », 2012
- Et Samuel Hahnemann inventa l'homéopathie : la longue histoire d'une médecine alternative, Paris, Aubier, 2015, 393 p.
- Aux marges de la médecine : santé et souci de soi France XIXe siècle, Aix-en-Provence, PUP, 2015 (recueil d'articles)
- Sur les traces de Jean-Pierre Françon, un aventurier de la médecine (1799-1851) Lyon, PUL, 2020 (préface d'Alain Corbin)
- Contre les déserts médicaux : les officiers de santé en France dans le premier XIXe siècle, Tours, Presses universitaires François Rabelais, 2020.
- Médecine et science de l'homme, Fleury Imbert (1795-1851), Tours, Presses universitaires François Rabelais, 2023.
- Souffrir, soigner, guérir : une histoire des relations patients médecins (coord. par Marilyn Nicoud avec Elisa Andretta, Laurence Moulinier, Philipp Rieder, Nicolas Sueur), Paris, Vendémiaire, 2023
- Plaidoyer pour une histoire sociale, Paris, Presses universitaires Paris-Sorbonne, 2024.